# Reglany Potok
Reglany Potok (słow. Rígeľský potok, Riglaný potok, Rígľanský potok, niem. Riegelbach, Weißseifen) – potok spływający Doliną do Regli na północnych stokach słowackich Tatr Bielskich. Powstaje w Dolinie Szerokiej pod Szeroką Przełęczą, jednakże górna część jego koryta jest sucha, woda płynie nią tylko okresowo. Stały potok pojawia się w dolnej części Doliny Szerokiej. Płynąc wśród bujnych zespołów ziołorośli, na progu Doliny Szerokiej (tzw. Reglane Spady), na wysokości ok. 1500 m tworzy wodospad zwany Reglaną Siklawą. Pod Reglanymi Spadami potok płynie dnem Doliny do Regli, w wielu miejscach ginąc pod ziemią. Uchodzi do Bielskiego Potoku nieco powyżej Ptasiowskiej Rówienki. Wzdłuż potoku prowadzi szlak turystyczny.

## Szlaki turystyczne
Zdziar – Dolina Mąkowa – Ptasiowska Rówienka – Dolina do Regli – Dolina Szeroka Bielska – Szeroka Przełęcz Bielska – Szalony Przechód – Przełęcz pod Kopą. Suma podejść 1075 m, czas przejścia: 3.55 h, ↓ 3.10 h